# Agrostis ramosa
Agrostis ramosa é uma espécie de gramínea do gênero Agrostis, pertencente à família Poaceae.